# わかば信用金庫
わかば信用金庫（わかばしんようきんこ）は、かつて存在した日本の信用金庫。本店は東京都中央区築地に置いていた。

## 沿革
- 1922年3月8日 - 有限責任永楽信用組合として設立。
- 1951年10月26日 - 永楽信用金庫に改組。
- 1998年3月16日 - 中央区内に本店を置く第一信用金庫・大恵信用金庫と合併。永楽信用金庫を存続金庫として、わかば信用金庫に名称変更。
- 2000年4月21日 - 破綻を発表。
- 2001年2月26日 - 都内9信用金庫（太陽・朝日・同栄・芝・昭和・目黒・東調布・王子・多摩中央）に分割事業譲渡し解散。

### 第一信用金庫沿革
統一金融機関コードは1314。
- 1922年5月1日 - 第一信用組合として設立。
- 1942年9月1日 - 東京信用組合と合併。
- 1951年10月20日 - 第一信用金庫に改組。
- 1997年 - 経営不安が報じられる。
- 1998年3月16日 - 大恵信用金庫・永楽信用金庫と合併。

### 大恵信用金庫沿革
統一金融機関コードは1315。本店は東京都中央区新川2丁目3番7号に存在した。
- 1924年6月10日 - 京橋市場信用組合として設立。
- 1950年2月28日 - 中央市場青果部信用組合に改組。
- 1953年6月18日 - 大恵信用金庫に改組。

- 1998年3月16日 - 第一信用金庫・永楽信用金庫と合併。